# آخرین تعطیلات (فیلم ۱۹۵۰)
آخرین تعطیلات (انگلیسی: Last Holiday) فیلمی بریتانیایی به کارگردانی هنری کاس است که در سال ۱۹۵۰ منتشر شد.

## بازیگران
- الک گینس
- کی والش
- برنارد لی
- ویلفرید هاید-وایت
- موریل جورج
- گرگوار آسلان